# Isoetes duriaei
Isoetes duriaei är en kärlväxtart som beskrevs av Jean-Baptiste Bory de Saint-Vincent. Isoetes duriaei ingår i släktet braxengräs, och familjen Isoetaceae. Inga underarter finns listade i Catalogue of Life.